# Estat Nou (Portugal)
L'Estat Nou o Segona República de Portugal (en portuguès: Estado Novo) és el nom del règim conservador, autoritari i corporativista portuguès instal·lat el 1933. Aquesta dictadura va durar 41 anys sense cap interrupció, des de 1933 (amb l'aprovació d'una nova Constitució per plebiscit nacional) fins al 1974 (Revolució del 25 d'abril coneguda popularment com a Revolució dels clavells).
Aquesta designació d'Estado Novo es va fer servir per a pretendre que s'encetava una nova fase política per al país, diferent de la Primera República. Va ser desenvolupat per António de Oliveira Salazar, que va dirigir Portugal des de 1932 fins a 1968, i per Marcello Caetano, de 1968 fins al 25 d'abril de 1974. També se'n diu salazarisme encara que aquesta designació només es pot aplicar fins al 1968, any en el qual Salazar fou apartat del govern.
Fou la dictadura que durà més temps a l'Europa Occidental. Si sumem la dictadura militar (1926-1932) i l'Estat Nou (1932-1974), va durar 48 anys.

## Ditadura Nacional
Després del cop d'estat realitzat el 28 de maig de 1926 per part dels militars s'establí una dictadura militar sota la direcció de José Mendes Cabeçadas Júnior i Manuel de Oliveira Gomes da Costa. La Ditadura Nacional (en català: Dictadura Nacional) va ser el nom del règim portuguès que s'inicià a l'elecció del President António Óscar de Fragoso Carmona el 9 de juliol de 1926.
El 5 de juliol de 1932 António de Oliveira Salazar fou nomenat Primer Ministre, i des d'aquest càrrec inicià les reformes de l'estat per aprovar la Constitució de 1933 que provocà el canvi de nom del règim, que a partir d'aquell moment passà a denominar-se Estat Nou i establí un règim dictatorial feixista.

## Establiment de l'Estat Nou
Amb l'aprovació de la Constitució portuguesa de 1933 s'establí un sistema autoritari, corporativista, conservador, tradicionalista, colonialista, nacionalista, antiliberal, antiparlamentarista, anticomunista, antidemòcrata i repressiu instituït sota la direcció d'António de Oliveira Salazar, un conservador i tradicionalista molt influenciat per Charles Maurras i per les encícliques del papa Lleó XIII. El règim es basà i recolzà en la censura, la propaganda, les organitzacions juvenils (Mocidade Portuguesa) i paramilitars (Legió Portuguesa), en el culte al Cap d'Estat i en la ideologia catòlica.
L'Estat Nou presentà molts aspectes semblants als règims instituïts per Benito Mussolini a Itàlia i per Adolf Hitler a Alemanya, però sol considerar-se que aquest Estat no va ser veritablement un règim feixista per la falta d'un moviment feixista de masses autònom i perquè Salazar apreciava el tradicionalisme catòlic i desconfiava del caràcter modernista i pagà dels feixismes. Es pot dir que és un règim pseudo-feixista o millor dit, un règim autoritari i corporatiu d'inspiració integrista i feixista.

### Funcions del Govern
Contrari al liberalisme polític, el funcionament del nou Estat comptà amb l'existència d'una Assemblea Nacional (amb funcions legislatives) i d'una Cambra Corporativa (amb funcions merament consultives) amb alguna llibertat d'expressió, però representant tot just als sectors que donaven suport al règim. Aquesta representació estava garantida mitjançant la Unió Nacional, partit polític únic fundat per Salazar l'any 1931, i que posteriorment serà anomenat Acció Nacional Popular. En aquest règim el Govern té el poder executiu i legislatiu (pot decretar decrets-llei que se sobreposen a les lleis aprovades per l'Assemblea Nacional), i alhora els poders del Govern estan fortament centralitzats i reforçats en les mans del President del Consell de Ministres, ja que era ell qui decidia els destins de l'Estat. El President de la República té funcions merament cerimonials i d'elecció i substitució del President del Consell de Ministres, però aquest poder mai va ser utilitzat perquè el càrrec de President fou sempre ocupat per un partidari de la União Nacional i fidel al President del Consell de Ministres.
L'establiment de la Policia Internacional de Defensa de l'Estat (PIDE), omnipresent i garant del poder, aconseguí reprimir d'acord amb criteris de selectivitat, i mai responsabilitzant-se dels crims de masses, la societat portuguesa sembrant terror, por i silencia entre aquesta societat protegint al règim de l'oposició. Els opositors eren interrogats, torturats i duts en presons (especialment les presons de Peniche i de Caixas) i camps de concentració (Tarrafal).

### Nacionalisme

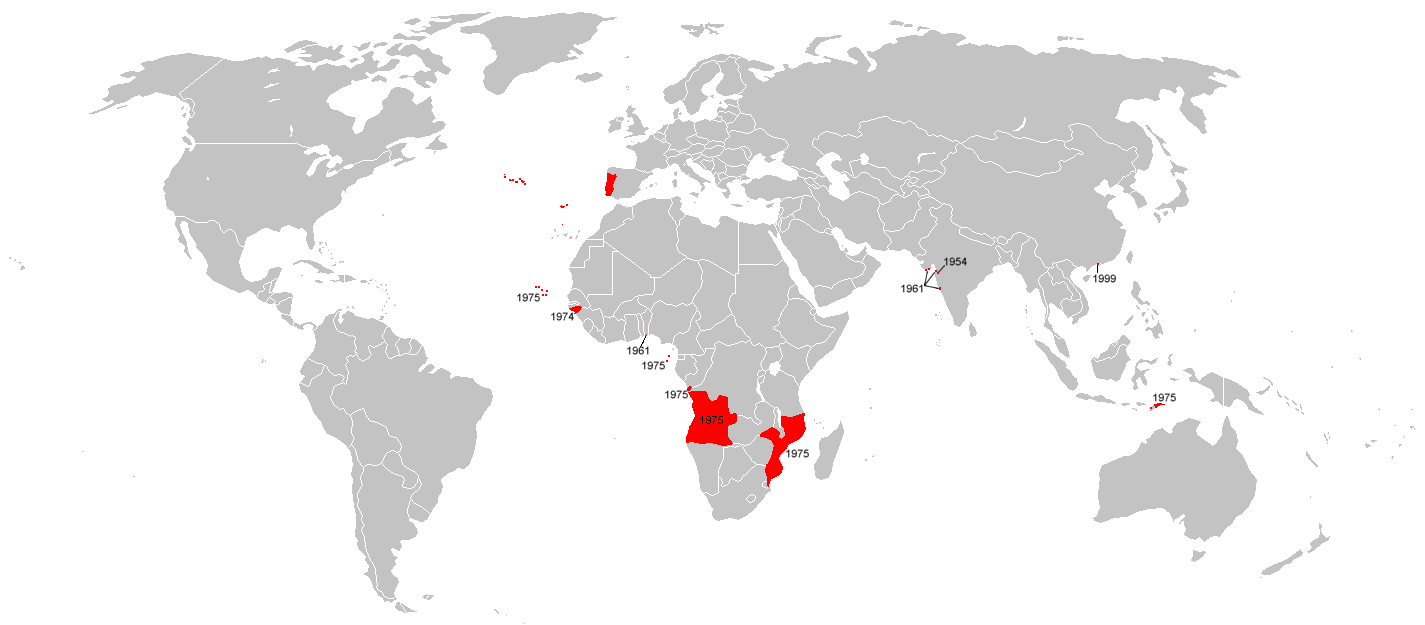
Mapa de l'Imperi Portuguès durant el

El sistema educatiu estava controlat (una educació nacionalista i ideològica) i centrat en l'exaltació dels valors nacionals (el passat històric, el gran imperi colonial portuguès, la religió, la tradició, els costums...), en l'ensenyament i difusió de la ideologia estatal als joves; i temia a les persones amb corrents polítics diferents amb un nivell educatiu alt.
Establí un projecte nacionalista i colonial que va voler mantenir a l'ombra de la bandera portuguesa vasts territoris dispersos per diversos continents, però rebutjant la idea de la conquesta de nous territoris (al contrari de l'expansionisme nazi o italià). Així mateix fou víctima de la política de conquesta aliena (com en el cas del Timor Portuguès) i en el qual radicà el manteniment d'una llarga guerra colonial iniciada el 1961, una de les causes del desgast i caiguda del règim, per a protegir els seus territoris.
El règim era extremament cautelós en les relacions diplomàtiques, principalment durant la dècada del 1930 i 1940, que dugué a Salazar, d'una banda, a signar un pacte amb la veïna Espanya franquista i, per un altre, a bascular entre l'Eix (compost per dictadures) i els Aliats (compostos per democràcies i per la Unió Soviètica) durant la Segona Guerra Mundial.
De clara tendència anticomunista, durant la Guerra Freda fou un aliat dels Estats Units d'Amèrica i ingressà a l'OTAN el 1949. L'any 1955 ingressà a l'ONU.

### Economia
Establí una economia capitalista controlada i regulada per cartels, afavoridor dels grans privilegis, constituïts i supervisats pel govern, recelós de la innovació i el desenvolupament, que solament admetrà l'obertura de l'economia i l'entrada regulada de capitals estrangers en una fase tardana de la història del règim, durant la dècada del 1950, desenvolupant les infraestructures públiques (es construiran autopistes, vies fèrries, ponts, escoles...) i l'economia portuguesa (principalment la indústria química i del metall, el turisme, els transports i el sector energètic). L'any 1959 Portugal ingressà a l'Associació Europea de Lliure Comerç (EFTA).

## Fi del règim

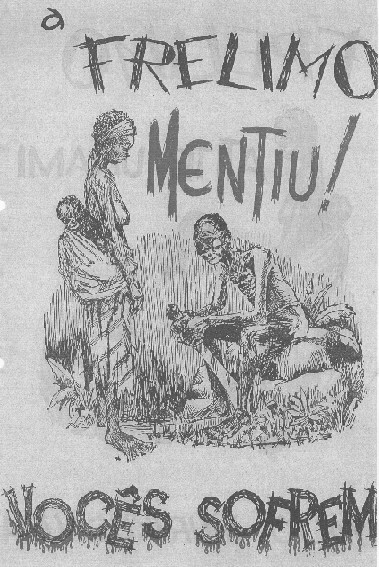
Pamflet llançat des dels avions durant la Guerra colonial.

El final de l'Estat Nou va començar amb els aixecaments a les colònies portugueses durant la dècada de 1960. Els moviments independentistes d'Angola, Moçambic i la Guinea amb el suport dels Estats Units i la Unió Soviètica, que volien posar fi a tots els imperis colonials i ampliar les seves pròpies esferes d'influència. Les guerres causaren una gran impopularetat entre la societat civil i causà unes grans pèrdues en vides militars.
Encara que Portugal va ser capaç de mantenir una certa superioritat sobre les colònies pel seu ús dels paracaigudistes d'elit i en operacions especials, el suport estranger als escamots partidaris de la independència aconseguí finalment infligir grans pèrdues entre l'exèrcit portuguès. La situació es veu agreujada per la mort d'António de Oliveira Salazar, l'home fort del règim, l'any 1970. El seu relleu per un dels seus més propers assessors, Marcello Caetano, que va intentar democratitzar el país lentament tot i les seves evidents vinculacions amb la dictadura. El 25 d'abril de 1974 esclatà la Revolució dels clavells, dirigida per oficials militars d'orientació esquerrana, que aconseguí enderrocar a l'Estat Nou.